# Edsel Roundup

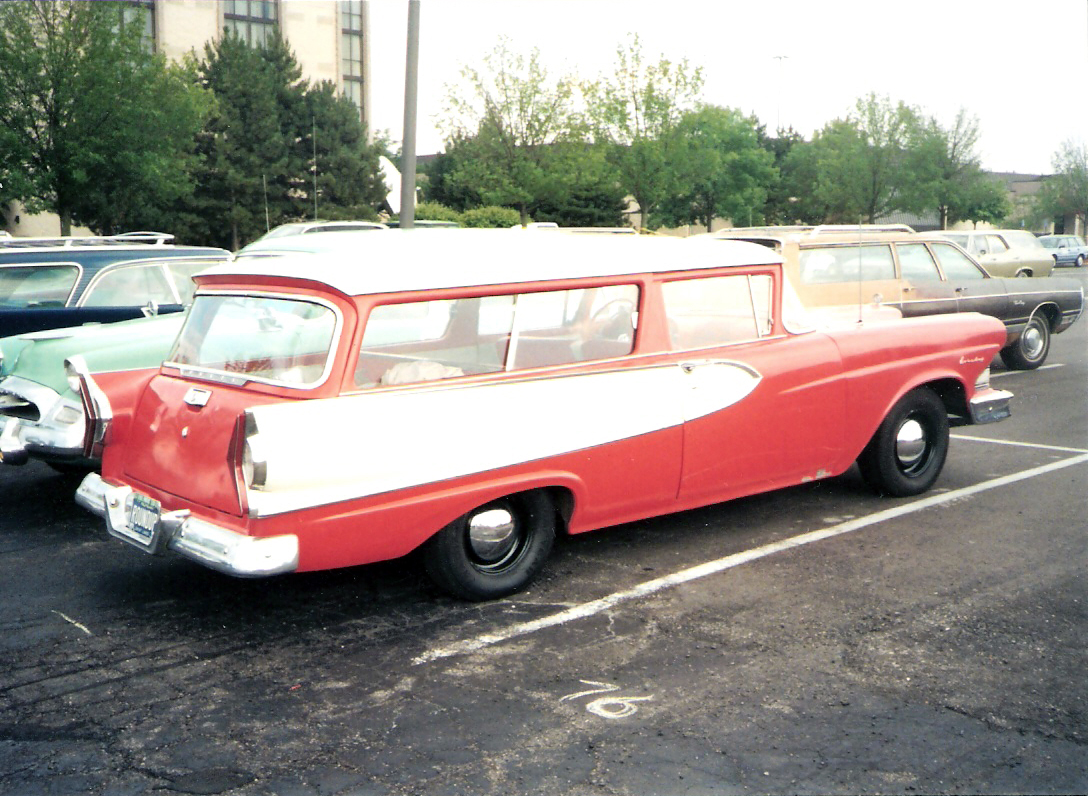
Edsel Roundup Kombi 3 Türen (1958)

Der Edsel Roundup war ein Kombi, den die Ford Motor Company im Modelljahr 1958 unter dem Markennamen Edsel herstellte. Wie seine Schwestermodelle Bermuda und Villager entstand der Roundup auf den Ford-Fahrgestellen mit 2.946 mm Radstand. Mit den Ford-Kombis hatten diese Wagen auch die meisten Blechteile gemeinsam.

## Geschichte
Der Roundup war der am einfachsten ausgestattete Edsel-Kombi und konnte nur im Einführungsjahr 1958 erworben werden. Die Ausstattung bestand dabei aus 6 Sitzen und 3 Türen. Die Innenausstattung enthielt schwarze Gummifußmatten, Armlehnen, Aschenbecher vorne und hinten, Innenbeleuchtung und Ausstiegsleuchten, sowie einen weißen Dachhimmel aus Vinyl. Zur Grundausstattung gehörte eine geteilte Rückenlehne der vorderen Sitzbank, die den Rücksitzpassagieren das Einsteigen ermöglichte. Anstatt Kurbelfensters gab es im Roundup hinten Schiebefenster.
Zur Unterscheidung vom Ford Ranch Wagon, von dem er abgeleitet wurde, erhielt der Roundup die typische Edsel-Frontmaske und die Rücklichter in Bumerangform. Die Form dieser Rückleuchten stellte durchaus häufiger ein Problem dar, da der linke Fahrtrichtungsanzeiger aus der Ferne als nach rechts zeigender Pfeil erschien – und umgekehrt.
Alle Edsel-Kombis hatten den Motor des Ranger, einen V8 mit 5.915 cm³ Hubraum, der 303 bhp (223 kW) leistete und serienmäßig mit einem manuellen Dreiganggetriebe verbunden war. Die Käufer konnten jedoch auch eine dreistufige Automatik mit Wählhebel am Lenkstock ordern, oder die stark beworbene aber problematische Teletouch-Automatik mit Wähltasten in der Lenkradnabe.
Wie die anderen PKW der Marke war auch der Roundup trotz großartiger Präsentation im Herbst 1957 ein Marketingflop. Lediglich 963 Exemplare wurden im Jahr 1958 hergestellt. Diesen Misserfolg kann man auf die schwindende Beliebtheit 3-türiger Kombis in den USA und das mangelnde Kundeninteresse an Edsel-Fahrzeugen zurückführen.
Im Folgejahr waren der Roundup und der luxuriöse Bermuda bereits aus der Modellpalette verschwunden; das mittlere Modell Villager war ab diesem Zeitpunkt der einzige Edsel-Kombi.